# ردپای دوست
ردپای دوست یک مجموعه تلویزیونی محصول سال ۱۳۷۳ به کارگردانی عباس رنجبر، نویسندگی و تهیه‌کنندگی می‌باشد که از شبکه دو پخش شد.

## بازیگران
- فخرالدین صدیق‌شریف[۲]
- حسین خانی‌بیک
- علی رامز
- ابراهیم‌ آبادی
- عباس افشاریان
- زهره صالحی
- زهرا سعیدی
- پرویز بشردوست
- نسرین نکیسا
- وحید شیخ‌لر
- بهمن دادفر
- اکبر دودکار
- افشین علی‌زاده
- مرتضی هدایی
- علی نیک‌پندار
- منوچهر لاریجانی
- سیروس کهوری‌نژاد[۳]
- جعفر بزرگی
- حسین پرستار
- پریدخت اقبالپور
- آزاده خورشیددوست
- عبدالله خان‌بابایی
- حسین رجائی
- حسین افشار
- فرشید صمدی‌پور
- اسفندیار یگانه
- محمد صاحب جمعی
- سیدحامد سیدمیرزا
- طاهره طائفی
- مهدی جهانیان
- مهرداد نظام‌آبادی
- افسانه ناصری
- حسن شیرزاد
- حسین شمس‌آبادی
- همایون نکووقت
- افشین سخایی
- آرزو انصاری
- میثم صداقتی
- کیوان مقدم
- مهناز رضازاده
- سینا کشن‌زارع
- علی سیار
- احمد راد
- صمد پردیس
- یدالله فهیمی
- پریسا کاظمی
- حسن علی‌کرمی
- شهاب طاهری
- سعید دولتی
- نعمت‌الله عزت‌پور
- ابراهیم قوی‌بازو
- محسن بهرامی
- مهدی واعظی
- تیمور حسن‌زاده
- مریم نوری
- ناصر فخری
- عبدالله احمدی
- هومن رمضانی
- مریم کاظمی
- ادیب سفیدی
- سارا مهمانچی
- جعفر توکلی
- حامد پوراعتمادی
- نیلوفر سعیدی‌ادیب
- محمدعلی حسن‌آبادی
- محمدی
- کاظم نوبهاری
- حمید صفری
- نفیسه خانی
- سجاد سیدحسینی
- امین رنجبر
- وحید نظام‌آبادی
- طهورا کریم‌خانی
- مجید قوامی